# Sușîlîne, Bilopillea
Sușîlîne (în ucraineană Сушилине) este un sat în așezarea urbană Jovtneve din raionul Bilopillea, regiunea Sumî, Ucraina.

## Demografie
Componența lingvistică a localității Sușîlîne
     Ucraineană (94,21%)
     Rusă (5,37%)
Conform recensământului din 2001, majoritatea populației localității Sușîlîne era vorbitoare de ucraineană (94,21%), existând în minoritate și vorbitori de rusă (5,37%).